# 奥田教朝
奥田 教朝（おくだ のりとも、1910年10月10日 - 1994年8月7日）は、日本の都市計画家。都市計画官僚、土木技師。日本都市計画学会会長（1973年-1974年）等を歴任。

## 経歴
父の奥田武二郎、母の愛子（男爵関義臣の庶子）の長男として東京で生まれる。弟は4人おり、二男教広はのち、奥田秀三郎の養子、教幸（1915年生）は東大医科卒の医師。教久（1919年生）は東大工科卒の技師、他に教望（1921年生）がいる。
父親の武二郎（1883年生）は農商務省の鉱山監督局技師、仙台鉱山監督局鉱業課長を歴任し、のち日鉄鉱業顧問。正四位勲四等。叔父広瀬孝六郎は、広瀬次郎の養子、東京帝大助教授兼厚生技師。祖父奥田教佶は、旧越後村松藩士で西蒲原郡立実科高等女学校初代校長、大分や兵庫、秋田師範学校校長を歴任し、伯父には旧村松藩主・奥田直賀（堀直賀）がいる。妻のえみ子は宇佐美寛爾の養女。
東京大学工学部都市工学科に奥田教朝文庫がある。
1935年（昭和10年）、東京帝国大学土木科卒。内務省に勤務、防空研究所、都市計画地方委員会（東京）などに勤務し、その間都市美協会常任理事、戦後は東京都建設局計画課長、3代目の建設省都市局街路課長や初代の都市局の技術参事官、帝都高速度交通営団の理事を経て三井共同建設コンサルタント代表取締役、社団法人建設コンサルタンツ協会会長、日本都市計画学会の会長にも就任。その間、非常勤で母校東大土木工学科の講師も勤める。
1994年8月7日、急性心不全のため死去。

## 著書
- 防空工学(1942)｜奥田教朝 単著 コロナ社
- 街路と廣場(1944)| 奧田教朝 単著 常磐書房 國土建設技術新書 ; 都市計畫篇 3[11]
- 都市計画通論 (1973年) | 奥田 教朝, 吉岡 昭雄[12]
- 新制・道路・都市計画(1955) | 谷藤正三， 奥田教朝 - オーム社